# Schafhausener Kornmühle
Die Schafhausener Kornmühle war eine Wassermühle an der Jungen Wurm, in der Stadt Heinsberg im nordrhein-westfälischen Kreis Heinsberg im Regierungsbezirk Köln.

## Geographie
Die Schafhausener Kornmühle hatte ihren Standort an der Kuhlertstraße 80, im Heinsberger Stadtteil Schafhausen. Das Grundstück, auf dem das Mühlengebäude steht, hat eine Höhe von ca. 41 m über NN. Oberhalb stand die Schafhausener Ölmühle, unterhalb war der Standort der Dahlmühle in Heinsberg.

## Gewässer
Die Junge Wurm war ein weitestgehend parallel zur Wurm verlaufendes Gewässer. Die Abzweigstelle von der Wurm befand sich im Geilenkirchener Stadtteil Nirm auf einer Höhe von 54 m über NHN. Von dort floss die Junge Wurm in nordnordwestlicher Richtung durch die Ortsgebiete von Randerath, Horst, Porselen, Dremmen, Grebben, Heinsberg und Kempen, wo sie in nordöstlicher Richtung in die Rur mündet. Westlich von Kempen spaltet sich aus der Jungen Wurm an einem Teilungswehr ein „Mühlenbach“ genannter Abzweig ab, der entlang des Ortes Karken fließt und vor der Wolfhager Mühle sich mit dem Schaafbach vereinigt. Wenige Kilometer später mündet dieses Gewässer nach der Überquerung der deutsch-niederländischen Grenze südlich von Vlodrop auf einer Höhe von 29 m über NHN ebenfalls in die Rur. In den 1940er-Jahren wurde die Junge Wurm im südlichen Verlauf verfüllt und im nördlichen Bereich begradigt und verlegt, was die endgültige Stilllegung der meisten der rund 15 Mühlen entlang des Mühlenkanals zur Folge hatte.

## Geschichte
Die erste urkundliche Erwähnung der Schafhausener Kornmühle geht auf das Jahr 1307 zurück. Zu diesem Zeitpunkt wurde dem Pächter der Stadtmühle zugesichert, dass der Müller der Schafhausener Kornmühle keine Mahlkunden aus Heinsberg bedienen durfte. Diese Zusage kostete dem Müller der Stadtmühle jährlich eine sehr hohe Pacht in Höhe von 100 Malter Roggen. Das war mehr als das Doppelte der bisherigen Abgaben an den landesherrlichen Mühlen.
Die Schafhausener Mühle war eine Zwangsmühle für die Dörfer Schafhausen, Hülhoven und Eschweiler, sowie das ganze Kirchspiel Waldenrath. Die Mühle wurde bedient über ein unterschlächtiges Wasserrad, an dem im 19. Jahrhundert noch eine Ölpresse angeschlossen wurde. Mitte des 20. Jahrhunderts wurde die Mühle nach der Wurmverfüllung stillgelegt. Ein neuerstelltes Schau-Wasserrad zeigt die restaurierte Mühle als gut erhaltenes Baudenkmal.

## Denkmaleintrag
Ehemalige Mühle: Vierflügelige Backsteinanlage von 1734, Nebengebäude 1734 und 19. Jahrhundert, Hauptgebäude ehemalige Mühle, Wohnhaus giebelseitig, zweigeschossige zu drei Achsen. Eintrag in die Denkmalliste am 30. Januar 1984.
- Denkmalliste Heinsberg Nr. 73

## Galerie

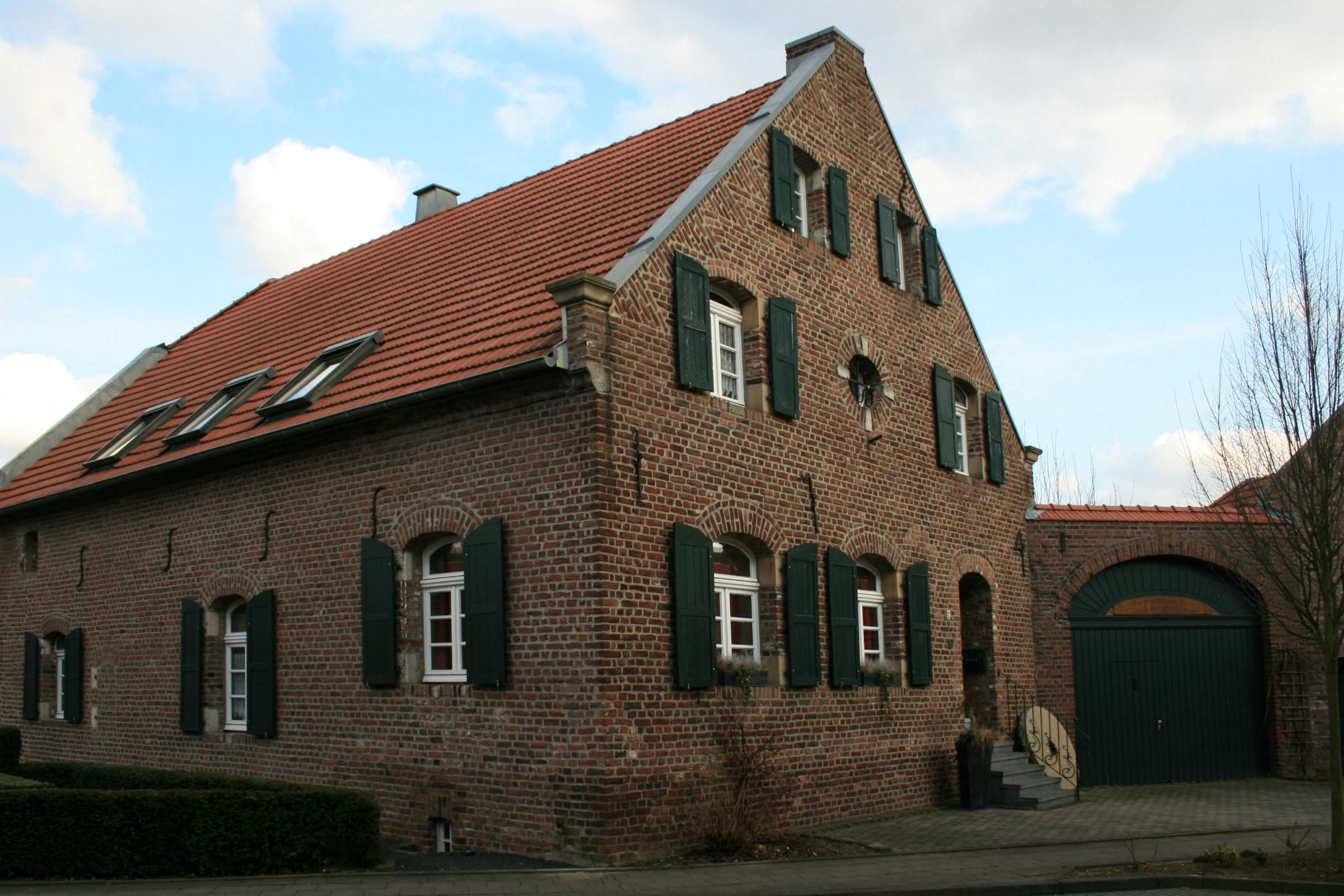
Wohnhaus der Schafhausener Kornmühle
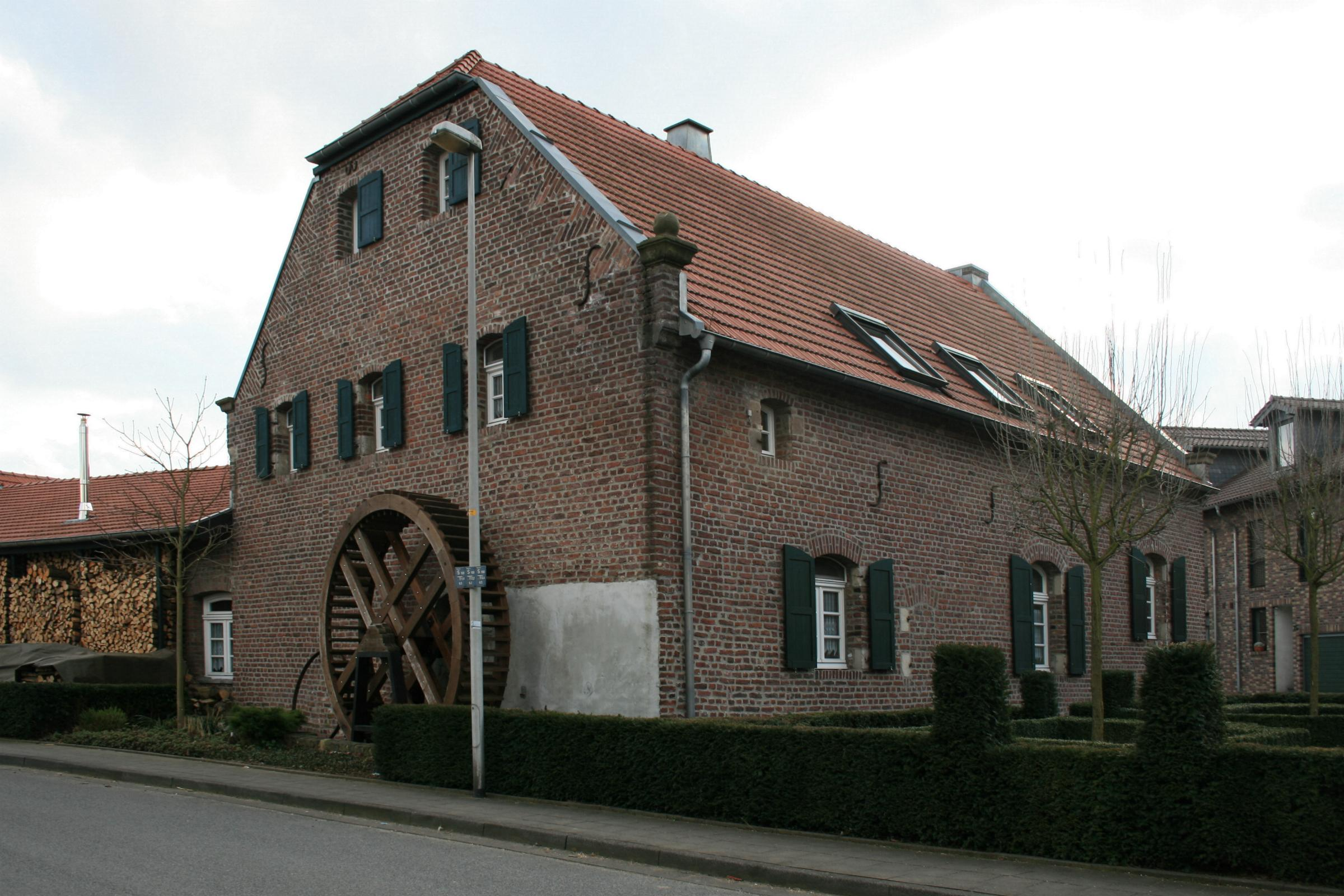
Schafhausener Kornmühle mit Wasserrad
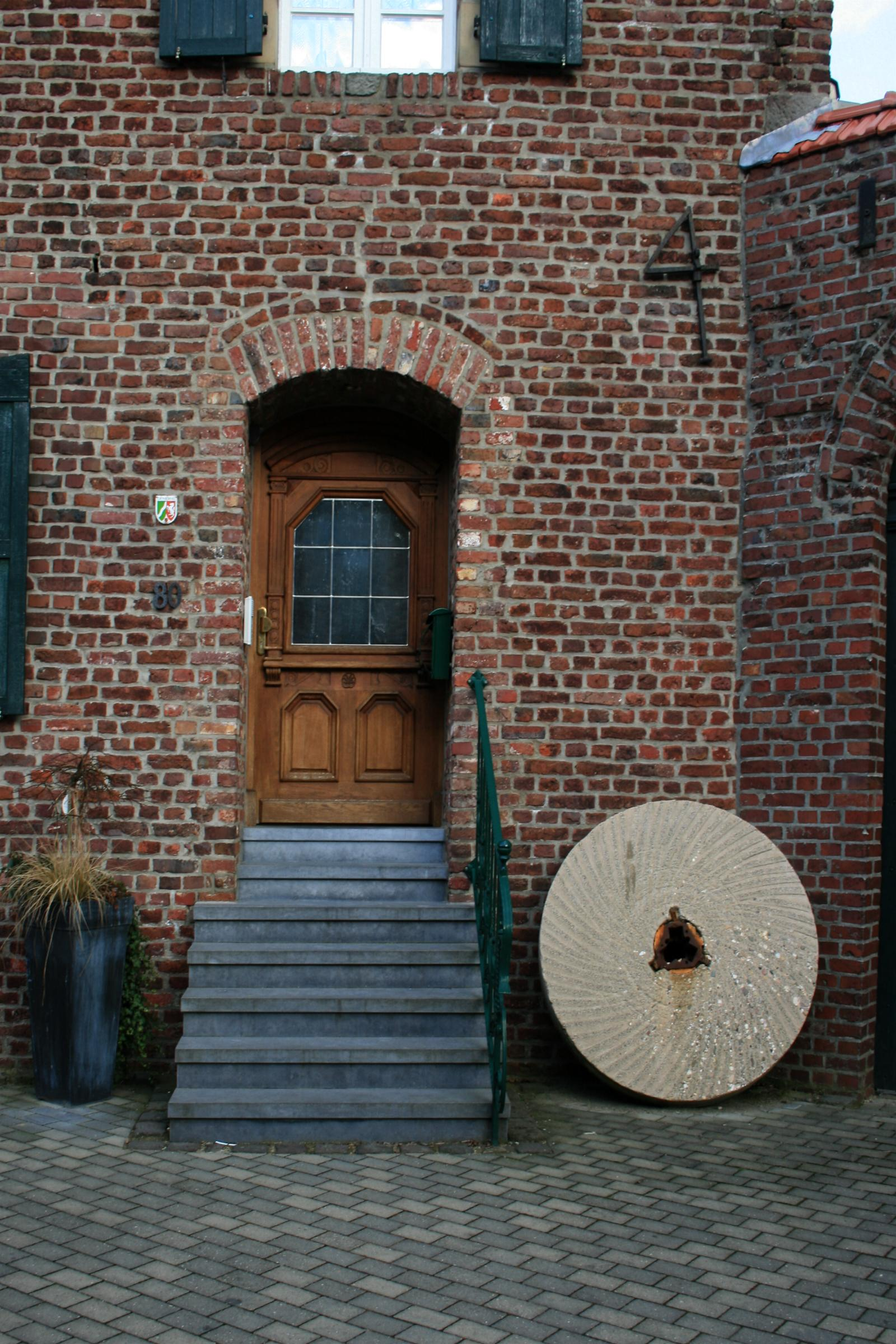
Hauseingang zur Schafhausener Kornmühle
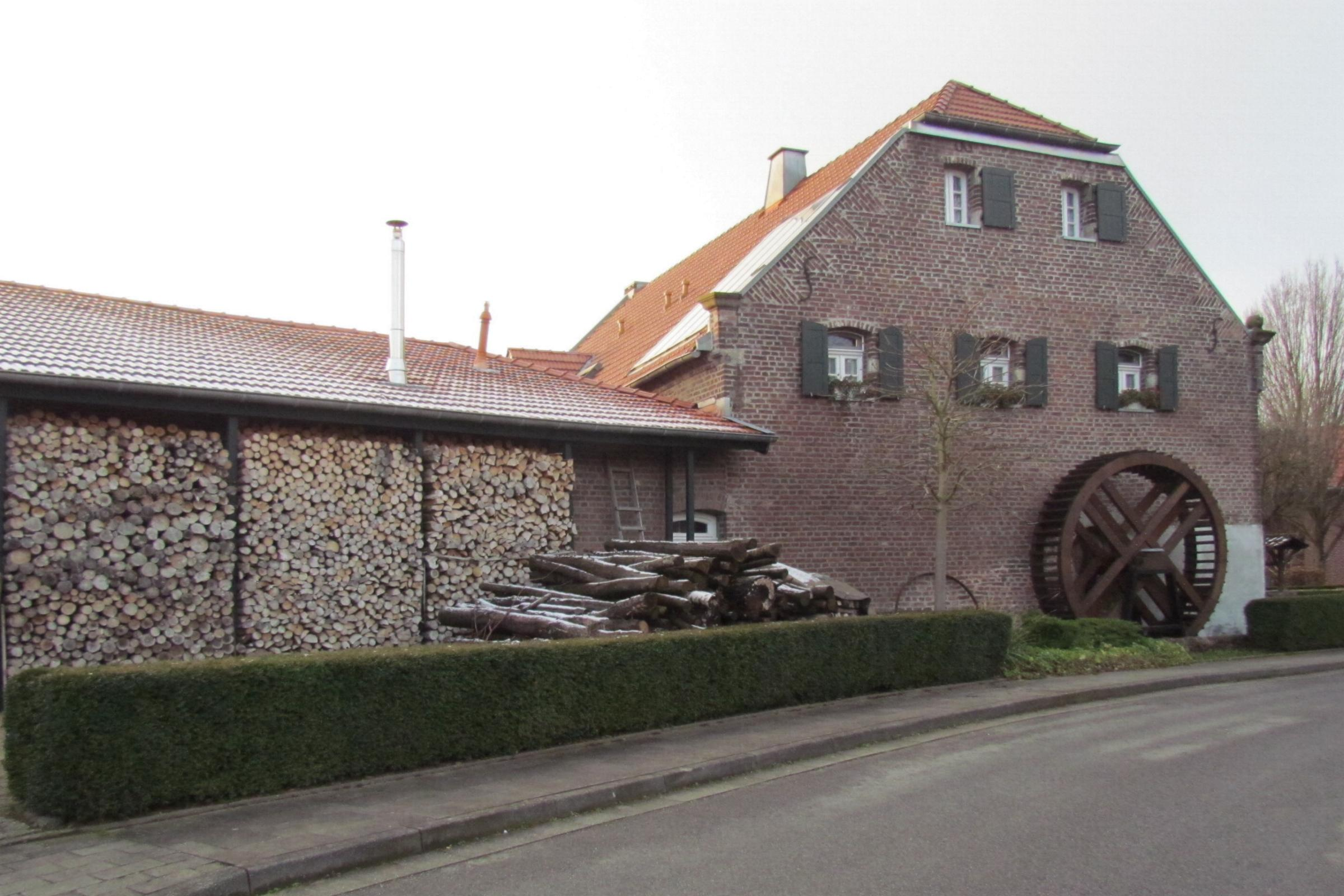
Wirtschaftsteil und Mühlrad der Schafhausener Kornmühle
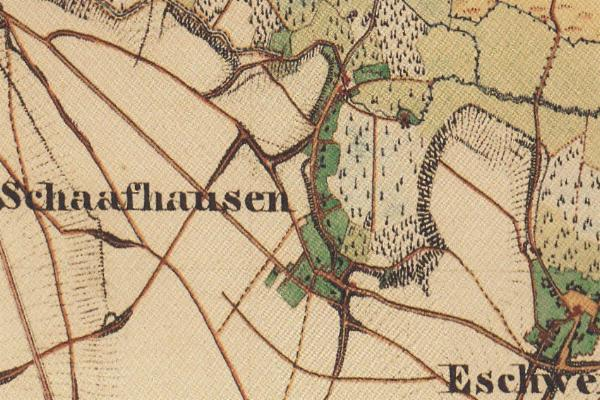
Schafhausen auf der Uraufnahme von 1843
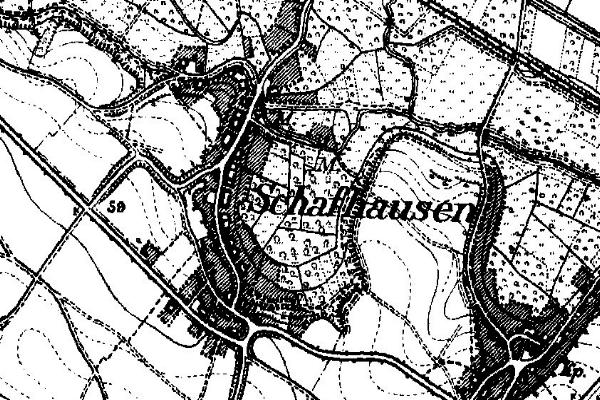
Schafhausener Kornmühle auf der Neuaufnahme von 1893
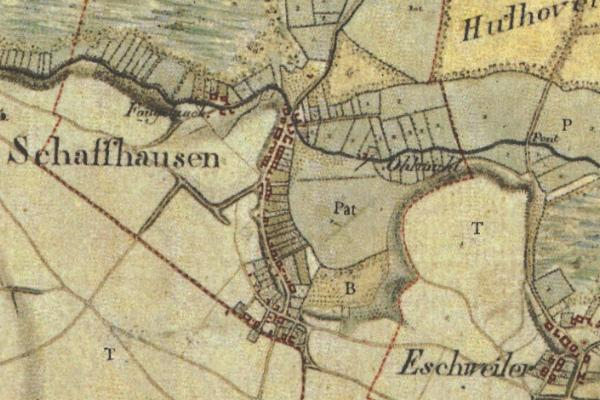
Schafhausener Kornmühle auf der Tranchotkarte 1806/1807

→ Siehe auch Liste von Mühlen an der Wurm und ihren Zuflüssen